# Picot d'Okinawa
El picot d'Okinawa (Sapheopipo noguchii) és una espècie d'ocell de la família dels pícids (Picidae) i única espècie del gènere Sapheopipo. Habita els boscos d'Okinawa, a les illes Ryukyu.